# Orangescirula kethleyi
Orangescirula kethleyi är en spindeldjursart som beskrevs av Frank Jason Smiley 1992. Orangescirula kethleyi ingår i släktet Orangescirula och familjen Cunaxidae. Inga underarter finns listade i Catalogue of Life.